# Getholms sund
Getholms sund är ett sund i Finland. Det ligger i Houtskär i landskapet Egentliga Finland, i den sydvästra delen av landet, 190 km väster om huvudstaden Helsingfors.
Getholms sund ligger mellan Getholm i söder och Storpensor i norr.